# Tomopterus consobrinus
Tomopterus consobrinus là một loài bọ cánh cứng trong họ Cerambycidae.